# Флорънс Пю
Флорънс Пю (на английски: Florence Pugh) е английска актриса. Тя дебютира в драматичния филм „Падането“ през 2014 г. Пю получава признание през 2016 г. за главната й роля като млада булка в независимата драма „Лейди Макбет“, която печели наградата за Британските награди за независимо кино. След като участва в телевизионния филм „Крал Лир“ през 2018 г., тя получи похвала за главната си роля в минисериала „Малката барабанчица“ и получава номинация БАФТА за изгряваща звезда.
Международния пробив на Пю дойде през 2019 г. с ролите си на кечистката Пейдж в биографичния спортен филм „Семейни кютеци“ през 2019 г., унилата американска жена във хорър филма „Мидсомар“, и Ейми Марш в периодичната драма „Малки жени“. За последното от тях, тя получава номинации за наградите „Оскар“ и БАФТА. Пю е наградена за Trophée Chopard във филмовия фестивал в Кан през 2019 г. През 2021 г. тя участва в супергеройския филм „Черната вдовица“ с ролята си на Йелена Белова и минисериала „Ястребово око“ за „Дисни+“. Тя също участва в трилъра „Не се тревожи, скъпа“ и драмата „Чудото“ през 2022 г. Същата година озвучава Златокоска в анимационния филм „Котаракът в чизми 2“.

## Ранен живот
Флорънс Пю е родена на 3 януари 1996 г. в Оксфорд в семейството на танцьорката Дебора и ресторантьора Клинтън Пю. Тя има трима братя и сестри – актьорът и музикант Тоби Себастиан, актрисата Арабела Гибинс и Рафаела Пю. Тя е страдала от трахеомалация като дете, което е водело до чести хоспитализации.